# 1924 na literatura

## Eventos
- Publicação do primeiro manifesto do Surrealismo, por André Breton.

## Nascimentos
| Data           | Nome                                          | Profissão                                        | Nacionalidade  | Observações | Ref   |
| -------------- | --------------------------------------------- | ------------------------------------------------ | -------------- | ----------- | ----- |
| 18 de Janeiro  | João Apolinário                               | poeta e jornalista                               | Portugal       | m. 1988     |       |
| 19 de Janeiro  | Jean-François Revel                           | filósofo, escritor e jornalista                  | França         | m. 2006     |       |
| 1 de Março     | Benedicto Monteiro                            | escritor                                         | Brasil         | m. 2008     |       |
| 2 de Março     | Fernando Augusto de Freitas Motta Luso Soares | advogado, ficcionista, ensaísta e dramaturgo     | Portugal       | m. 2004     |       |
| 7 de Março     | Kobo Abe                                      | romancista e dramaturgo                          | Japão          | m. 1993     |       |
| 20 de Março    | César Leal                                    | jornalista, professor, crítico literário e poeta | Brasil         | m. 2013     |       |
| 10 de Abril    | Sebastião da Gama                             | poeta                                            | Portugal       | m. 1952     |       |
| 4 de maio      | Carlos Pinhão                                 | jornalista e escritor                            | Portugal       | m. 1993     | [ 1 ] |
| 2 de Agosto    | James Baldwin                                 | escritor                                         | Estados Unidos | m. 1987     |       |
| 8 de Setembro  | Grace Metalious                               | escritora                                        | Estados Unidos | m. 1964     |       |
| 15 de Setembro | Lucebert                                      | artista plástico e poeta                         | Países Baixos  | m. 1994     |       |
| 22 de Setembro | Rosamunde Pilcher                             | escritora                                        | Reino Unido    |             |       |
| Setembro       | Claudio Guillén                               | escritor                                         | Espanha        | m. 2007     |       |
| 17 de Outubro  | António Ramos Rosa                            | poeta                                            | Portugal       |             |       |
| 19 de novembro | Bernardo Santareno                            | escritor e dramaturgo                            | Portugal       | m. 1980     |       |
| 19 de Dezembro | Alexandre O'Neill                             | poeta                                            | Portugal       | m. 1986     |       |

## Mortes
| Data          | Nome                    | Profissão                                                    | Nacionalidade   | Observações | Ref |
| ------------- | ----------------------- | ------------------------------------------------------------ | --------------- | ----------- | --- |
| 22 de Abril   | Vicente de Carvalho     | advogado, jornalista, político, magistrado, poeta e contista | Brasil          | n. 1866     |     |
| 3 de Junho    | Franz Kafka             | escritor                                                     | Tchecoslováquia | n. 1883     |     |
| 12 de Outubro | Anatole France          | escritor                                                     | França          | n. 1844     |     |
| 29 de outubro | Frances Hodgson Burnett | escritora                                                    | Reino Unido     | n. 1849     |     |

## Prémios literários
- Nobel de Literatura - Wladyslaw Stanislaw Reymont.